# French Open 1941 (Badminton)
Die French Open 1941 im Badminton fanden am 21. Dezember 1941 im Tennis Molière in Paris statt. Es war die 13. Auflage des Championats. Die Titelkämpfe hatten durch den Zweiten Weltkrieg eher den Charakter einer nationalen Meisterschaft.

## Finalresultate
| Disziplin    | Sieger                         | Finalist                 | Ergebnis |
| ------------ | ------------------------------ | ------------------------ | -------- |
| Herreneinzel | Michel Marret                  | Guy Baudoin              |          |
| Dameneinzel  | Yvonne Girard                  | Madeleine Girard         |          |
| Herrendoppel | Michel Marret René Mathieu     | Yves Baudoin Guy Baudoin |          |
| Damendoppel  | Yvonne Girard Madeleine Girard |                          |          |
| Mixed        | Michel Marret Madeleine Girard | M. Autret Yvonne Girard  |          |